# Quentin Dolmaire

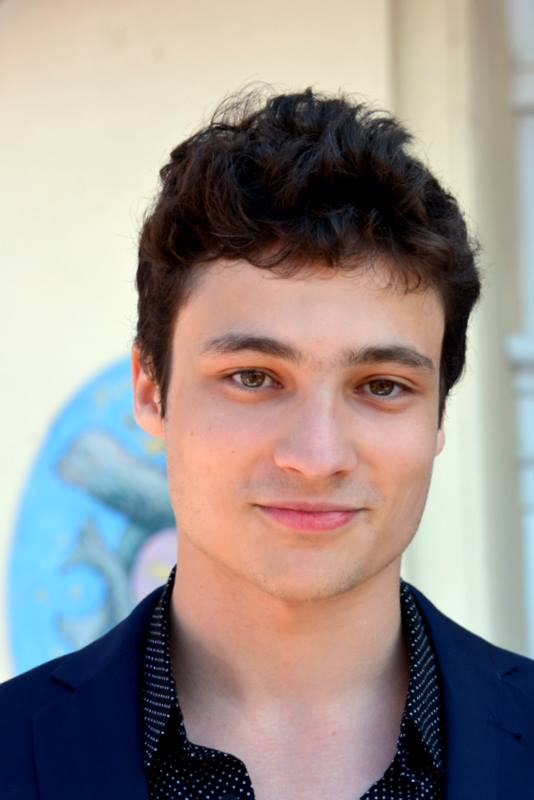
Quentin Dolmaire beim Filmfestival in Cabourg 2015

Quentin Dolmaire (* 18. Februar 1994 in Ouagadougou) ist ein französischer Schauspieler.

## Leben
Quentin Dolmaire spielt seit seinem zehnten Lebensjahr Theater. Sein Physikstudium brach er ab, um an der Pariser Schauspielschule Cours Simon zu studieren. Schon in seinem zweiten Lehrjahr wurde Quentin von Arnaud Desplechin für die Rolle des Paul Dédalus in 'Meine goldenen Tage' engagiert. Für die Rolle erwarb er erstmalig eine Nominierung bei den Filmfestspielen von Cannes 2015.
Sein Debüt gab er 2015 in dem Film Meine goldenen Tage. Anschließend war er 2017 in Ein Kuss von Béatrice zu sehen. Bekannt wurde er durch seine Rollen in Synonyms  und Zweitschlüssel.

## Filmografie (Auswahl)
Filme
- 2015: Meine goldenen Tage
- 2016: Les heures de coton
- 2017: Ein Kuss von Béatrice
- 2017: Le Redoutable
- 2017: Ex Voto
- 2017: L'amour volant
- 2018: Ulysse et Mona
- 2022: Zweitschlüssel
- 2024: Niki de Saint Phalle (Niki)

Serien
- 2018: Capitaine Marleau
- 2021–2022: UFOs